# Старый Мачим
Старый Мачим — село в Шемышейском районе Пензенской области России. Входит в состав Наскафтымского сельсовета.

## География
Село находится на юго-востоке центральной части Пензенской области, в пределах северного склона холмистой Хвалынской гряды, в лесостепной зоне, на берегах реки Чемилейки, на расстоянии примерно 22 километров (по прямой) к северо-востоку от Шемышейки, административного центра района. Абсолютная высота — 215 метров над уровнем моря.

### Климат
Климат характеризуется как умеренно континентальный. Средняя температура воздуха самого тёплого месяца (июля) — 20 °C (абсолютный максимум — 38 °C); самого холодного (января) — −19 °C (абсолютный минимум — −44 °C). Безморозный период длится 126 дней. Период активной вегетации составляет 135—145 дней. Годовое количество атмосферных осадков — 490 мм, из которых большая часть выпадает в тёплый период. Снежный покров держится в течение 149 дней.

### Часовой пояс
Село Старый Мачим, как и вся Пензенская область, находится в часовой зоне МСК (московское время). Смещение применяемого времени относительно UTC составляет +3:00.

## Население
| 1709  | 1718  | 1748  | 1795  | 1859 | 1877  | 1897  |
| ----- | ----- | ----- | ----- | ---- | ----- | ----- |
| 573   | ↘511  | ↘284  | ↗372  | ↗912 | ↗1070 | ↗1468 |
| 1911  | 1926  | 1930  | 1939  | 1959 | 1979  | 1989  |
| ↘1377 | ↗1760 | ↗1777 | ↘1109 | ↘727 | ↘436  | ↘262  |
| 1996  | 2002  | 2010  |       |      |       |       |
| ↘202  | ↘143  | ↘58   |       |      |       |       |

### Национальный состав
Согласно результатам переписи 2002 года, в национальной структуре населения мордва составляла 95 %.

## Известные уроженцы
Колпиков Михаил Васильевич (1897—1964) — советский деятель науки, учёный-лесовод, доктор сельскохозяйственных наук, профессор. Преподаватель Уральского лесотехнического института (1949—1952), преподаватель, декан факультета лесного хозяйства, заведующий кафедрой лесоводства и дендрологии Поволжского лесотехнического института имени М. Горького (1932—1949). Заслуженный деятель науки РСФСР (1946). Кавалер ордена Ленина.